# Luz Delfines Meléndez
Luz Maguy Delfines Meléndez (ur. 17 maja 1991 roku) – wenezuelska siatkarka grająca na pozycji przyjmującej, reprezentantka kraju.